# Purpurki
Purpurki (Pericrocotinae) – monotypowa podrodzina ptaków z rodziny liszkojadów (Campephagidae). 

## Rozmieszczenie geograficzne
Podrodzina obejmuje gatunki występujące w Azji.

## Morfologia
Długość ciała 15–22 cm; masa ciała 6–24 g.

## Systematyka
Rodzaj Pericrocotus zdefiniował w 1826 roku niemiecki zoolog Friedrich Boie w artykule poświęconym ogólnemu przeglądowi rzędów, rodzin i rodzajów ornitologicznych, opublikowanym na łamach „Isis von Oken”. Gatunkiem typowym jest (oznaczenie monotypowe) purpurek sundajski (P. miniatus). W 1872 roku Carl Jakob Sundevall wydzielił ten rodzaj do podrodziny Pericrocotinae. 

### Etymologia
- Pericrocotus (Pericrodotus, Perierocotus): gr. περι peri ‘bardzo, dookoła’; κροκωτος krokōtos ‘złoto-żółty’, od κροκος krokos ‘szafran’[14].
- Phoenicornis (Phaenicornis): gr. φοινιξ phoinix, φοινικος phoinikos ‘karmazynowy, czerwony’; ορνις ornis, ορνιθος ornithos ‘ptak’[15]. Gatunek typowy (późniejsze oznaczenie)[16]: Muscicapa miniata Temminck, 1822 (Boie); Phoenicornis flammeus Selby, 1840 (= Muscicapa flammea J.R. Forster, 1781) (Selby).
- Acis: w mitologii greckiej Akis (Acis) był sycylijskim pasterzem, w którym zakochała się nimfa Galatea, a po jego śmierci z rąk zazdrosnego cyklopa Polifema został zamieniony w strumień[17]. Gatunek typowy (późniejsze oznaczenie)[18]: Muscicapa miniata Temminck, 1822.
- Motacilloides: epitet gatunkowy Pericrocotus motacilloides Swinhoe, 1860; rodzaj Motacilla Linnaeus, 1758 (pliszka); gr. -οιδης -oidēs ‘przypominający’[19]. Gatunek typowy (oryginalne oznaczenie): Pericrocotus cinereus Lafresnaye, 1845 (= Lanius divaricatus Raffles, 1822).

### Podział systematyczny
Do podrodziny należy jeden rodzaj z następującymi gatunkami:
- Pericrocotus erythropygius (Jerdon, 1840) – purpurek białoskrzydły
- Pericrocotus albifrons Jerdon, 1862 – purpurek białobrewy
- Pericrocotus igneus Blyth, 1846 – purpurek płomienny
- Pericrocotus cinnamomeus (Linnaeus, 1766) – purpurek złotobrzuchy
- Pericrocotus solaris Blyth, 1846 – purpurek pomarańczowy
- Pericrocotus miniatus (Temminck, 1822) – purpurek sundajski
- Pericrocotus ethologus Bangs & J.C. Phillips, 1914 – purpurek długosterny
- Pericrocotus brevirostris (Vigors, 1831) – purpurek krótkodzioby
- Pericrocotus lansbergei Büttikofer, 1886 – purpurek białobrzuchy
- Pericrocotus flammeus (J.R. Forster, 1781) – purpurek ognisty
- Pericrocotus tegimae Stejneger, 1887 – purpurek japoński
- Pericrocotus cantonensis Swinhoe, 1861 – purpurek brązoworzytny
- Pericrocotus divaricatus (Raffles, 1822) – purpurek białoczelny
- Pericrocotus roseus (Vieillot, 1818) – purpurek różowy